# My Man (film 1924)
My Man è un film muto del 1924 diretto da David Smith. La sceneggiatura di Donald I. Buchanan si basa su A Tale of Red Roses, romanzo di George Randolph Chester che era stato pubblicato a Indianapolis nel 1914.

## Produzione
Le riprese del film, girato nei Vitaphone Studios di Hollywood e prodotto dalla Vitagraph Company of America con il titolo di lavorazione Red Roses, terminarono alla fine di dicembre 1923.

## Distribuzione
Il copyright del film, richiesto dalla Vitagraph Co. of America, fu registrato il 7 febbraio 1924 con il numero LP19899. Distribuito dalla Vitagraph Company of America e presentato da Albert E. Smith, il film uscì nelle sale degli Stati Uniti il 10 febbraio 1924 proiettato in prima a New York. Sempre in febbraio, fu distribuito anche un altro film che doveva intitolarsi My Man, traduzione letterale di Mon homme, il romanzo francese su cui si basava la sceneggiatura; prodotto dalla Famous Players-Lasky e interpretato da Pola Negri, gli venne però cambiato il titolo in Shadows of Paris.
Non si conoscono copie ancora esistenti della pellicola che viene considerata presumibilmente perduta.